# Thymus arenarius
Thymus arenarius là một loài thực vật có hoa trong họ Hoa môi. Loài này được Bernh. ex Rchb. miêu tả khoa học đầu tiên năm 1831.